# Johannes Stark
Johannes Stark (Schickenhof (Freihung), 1874. április 15. – Traunstein, 1957. június 21.) fizikai Nobel-díjas német fizikus.

## Életpálya
1894-ben Münchenben kezdte egyetemi tanulmányait, ahol fizikát, matematikát és kémiát tanult. 1897-ben szerzett diplomát, majd ugyanott doktorált fizikából. Göttingenben és Hannoverben tanársegéd, Aachenben lett egyetemi tanár. Szakmailag a tényekre alapozó kísérleti fizika elsőbbségét hangsúlyozta a spekulatív, hipotézisekre támaszkodó elméleti fizikával szemben.
1933-ban kezdett el politizálni, Adolf Hitler oldalán Lénárd Fülöppel versengve hirdették a „német fizika” felsőbbrendűségét. Véleményüket náci, antiszemita nézetekkel vegyítve tárták a botrányra éhes nagyközönség elé. Tevékenységük következtében Albert Einstein mellett sok más német zsidó tudós vesztette el az állását.
Egyes tudósokat azzal igyekezett besározni, hogy zsidó fajúak lennének, pl. az Einsteint támogató Werner Heisenberget, holott ő nem is volt zsidó. 1934-ben levélben fenyegette meg Max von Laue fizikust, hogy ha nem áll be a náci pártba, annak súlyos következménye lesz. A levelet Heil Hitler! felkiáltással írta alá. Nézeteiről könyvet is írt Nationalsozialismus und Wissenschaft (A nemzetiszocializmus és a tudomány) címmel, amelyben minden német tudós kötelességének a nemzet szolgálatát tekintette, valamint annak fegyvergyártását és iparát kell fejlesztenie. Leszögezte azt is, hogy tudósi pozíciót, csak tisztafajú német tölthet be Németországban.
Stark szerint a zsidóságot nemcsak fizikailag kell kiirtani, de a zsidó szellemet is el kell pusztítani, következésképp a tények elleni eredményeket is csalásnak, ámításnak tartotta, amely bármilyen zsidó tudóstól származott.
A második világháborút követően 1947-ben négyévi börtönbüntetésre ítélték. Tárgyalásán tanúskodtak ellene azok a tudósok is, köztük Laeu, akiket Hitler uralma idején nemtelenül pocskondiázott vagy megfenyegetett. Utolsó éveit Felső-Bajorországban töltötte.

## Kutatási területei
Kísérleti fizikusként kimutatta a csősugarakban keletkező Doppler-effektust. 1913-ban fedezte fel a színképvonalak elektromos térben történő felhasadását (Stark hatás).

## Írásai
- Szakmai munkássága során több mint 300 alkalommal publikált, főként a villamos energia témakörében.
- Szerkesztője a Jahrbuch der Radioaktivität und Elektronik szaklapnak.

## Szakmai sikerek
- 1910-ben az Osztrák Tudományos Akadémia Baumgartner-díjat adományozott részére.
- 1915-ben az Olasz Tudományos Társaság neki ítélte a Matteucci-érmet.
- 1919-ben fizikai Nobel-díjat kapott a színképvonalak elektromos térben történő felhasadása felfedezéséért.